# Хочища
Хочища, известно и със старата българска форма на името си Хотища, (произнасяно в най-близкия български говор Хочишча, на албански: Hoçisht или Hoçishti) е село в Албания, част от община Девол, област Корча.

## География
Селото е разположено на 10 километра източно от град Корча в източните склонове на планината Морава.

## История
Александър Синве („Les Grecs de l’Empire Ottoman. Etude Statistique et Ethnographique“), който се основава на гръцки данни, в 1878 година пише, че в Хоциста (Chotzista), Корчанска епархия, живеят 1632 гърци.
Георги Христов обозначава на картата си селото като Хочиница.
До 2015 година селото е център на община Хочища.
Църквите в селото са централната „Свети Никола“, западната „Св. св. Козма и Дамян“, северната „Свети Константин“ и източната гробищна „Свети Йоан“. Меловата къща е архитектурен паметник на Албания от 1979 година.